# Dream Concert
Dream Concert (en hangul, 드림콘서트), es un concierto que se realiza desde 1995, donde varios artistas surcoreanos realizan sus actuaciones. Organizado por la Asociación de Productores de Entretenimiento de Corea (KEPA), una subsidiaria del Ministerio de Cultura, Deportes y Turismo, invita a los adolescentes y a su familia que les gusta los idols con el propósito de plantar «sueños y esperanzas» a la juventud coreana.

## Sedes anfitrionas
| Año  | Ciudad  | Lugar                          | Presentadores                                                        |
| ---- | ------- | ------------------------------ | -------------------------------------------------------------------- |
| 1995 | Seúl    | Estadio Olímpico de Seúl       | Kim Seung-hyun, Yongbong                                             |
| 1996 | Seúl    | Estadio Olímpico de Seúl       | Lee Hoon, Kim Ye-bun                                                 |
| 1997 | Seúl    | Estadio Olímpico de Seúl       | Lee Hoon, Han Seong-ju                                               |
| 1998 | Seúl    | Estadio Olímpico de Seúl       | Ryu Si-won, Kim Hee-sun                                              |
| 1999 | Seúl    | Estadio Olímpico de Seúl       | Kim Jin, Kim So-yeon                                                 |
| 2000 | Seúl    | Estadio Olímpico de Seúl       | Ahn Jae-mo, Kim Min-hee                                              |
| 2001 | Seúl    | Estadio Olímpico de Seúl       | Song Jang-hwan, So Yoo-jin                                           |
| 2002 | Seúl    | Estadio Olímpico de Seúl       | Yoo Jae-suk, Park Chae-rim                                           |
| 2003 | Seúl    | Estadio Olímpico de Seúl       | Kangta, Lee Hyori                                                    |
| 2004 | Seúl    | Estadio Olímpico de Seúl       | Kim Dong-hwan, Kim Tae-hee                                           |
| 2005 | Seúl    | Estadio Olímpico de Seúl       | Jun Jin, Andy Lee, Ock Joo-hyun                                      |
| 2006 | Seúl    | Estadio Olímpico de Seúl       | Danny Ahn, Han Eun-jung                                              |
| 2007 | Seúl    | Estadio Olímpico de Seúl       | Lee Hwi-jae, Eugene                                                  |
| 2008 | Seúl    | Estadio Olímpico de Seúl       | Park Soo-hong, Song Ji-hyo, Kim Hee-chul                             |
| 2009 | Seúl    | Estadio Mundialista de Seúl    | MC Mong, Song Ji-hyo, Kim Hee-chul                                   |
| 2010 | Seúl    | Estadio Mundialista de Seúl    | Ok Taec-yeon, Shin Se-kyung, Kim Hee-chul                            |
| 2011 | Seúl    | Estadio Mundialista de Seúl    | Song Joong-ki, Goo Hara, Kim Hee-chul                                |
| 2012 | Seúl    | Estadio Mundialista de Seúl    | Ok Taec-yeon, Han Seung-yeon, Im Si-wan                              |
| 2013 | Seúl    | Estadio Mundialista de Seúl    | Onew, Goo Hara, Yoon Doo-joon                                        |
| 2014 | Seúl    | Estadio Mundialista de Seúl    | Kangin, Eunhyuk, Baek Jin-hee                                        |
| 2015 | Seúl    | Estadio Mundialista de Seúl    | Leeteuk                                                              |
| 2016 | Seúl    | Estadio Mundialista de Seúl    | Leeteuk, Kim So-hyun, Hong Jong-hyun, Kim Min-gyu, Yoo Jeong-han Jun |
| 2017 | Seúl    | Estadio Mundialista de Seúl    | Leeteuk, S.Coups, Lee Sun-bin                                        |
| 2017 | Gangwon | Estadio Olímpico de Pieonchang | Leeteuk, Jin Se-yeon, Tony An                                        |
| 2018 | Seúl    | Estadio Mundialista de Seúl    | Yoon Shi-yoon, Seol In-ah, Cha Eun-woo                               |

## Participantes
| - Deux - Park Jin-young - Park Mi-kyung - Roo'ra | - Shin Seung-hun - Kim Gun-mo - N.EX.T - Kim Jong-seo | - DJ DOC - Kim Won-jun - Shin Sung-woo - Shin Hyo-bum |

| - Turbo - Lee So-ra - DJ DOC - Kim Jung-min | - Green Area - Roo'ra - R.ef - Kim Hyun-cheol | - Solid - Kim Gun-mo - Panic - Idol |

| - UPT - Young Turks Club - Riaa - Zaza - Cool | - Goofy - Yangpa - Buck - Kim Jung-min - Lee Ye-rin | - Jo Jang-hyuk - Gu Bon-seung - Untitle - Ahn Jae-wook - H.O.T. |

| - NRG - Taesaja - Diva - Yangpa - Emerald Castle - Yoo Seung-jun | - SECHSKIES - S.E.S. - Im Chang-jung - Turbo - Position - Park Jin-young | - Eagle Five - Shinhwa - Kim Jung-min - H.O.T. - Lee Hyun-do - X-Teen |

| - god - Drunken Tiger - Park Ji-yoon - Jinusean - Clon - Kim Min-jong | - S.E.S. - SECHSKIES - Yoo Seung-jun - Shinhwa - Kim Kyung-ho | - Kim Hyun-jung - Sharp - Im Chang-jung - Fin.K.L - H.O.T. |

| - Moonchild - Click-B - SKY - Baby V.O.X - Im Chang-jung - Uhm Jung-hwa | - Joo Young-hoon - Lee Ji-hoon - Jo Sung-mo - Turbo - Kim Hyun-jung - Chakra | - 1TYM - Kim Min-jong - Fin.K.L - Clon - god - SECHSKIES |

| - Chakra - Drunken Tiger - Uhm Jung-hwa - Park Hyo-shin - Wax - Click-B - Cho Jang-hyuck | - Jo Sung-mo - Hong Kyung-min - Sharp - Im Chang-jung - Koyote - Cha Tae-hyun - UN | - NRG - PSY - Kim Hyun-jung - Lim Jae-wook - FIN.K.L - god |

| - Click-B - Lee Jung-hyun - 5tion - Lee Ki-chan - Joanne - Kim Jung-min - Kang Sung-hoon | - Rich - Youme - Shinhwa - Eun Ji-won - S.E.S. - V6 | - BoA - Sung Si-kyung - Lee Soo-young - Black Beast - FIN.K.L - god |

| - 박지윤 - 김건모 - 김범수 - Drunken Tiger - 박화요비 - 성시경 - god - 쥬얼리 | - 이수영 - 클릭비 - 문희준 - BoA - Kangta - 소찬휘 - NRG | - 차태현 - 임창정 - 쿨 - 세븐 - 린 - 나비효과 - 김형중 |

| - 비 - Lee Hyori - Koyote - 쥬얼리 - 동방신기 - 테이 - 이지훈 | - NRG - 신화 - 김범수 - 체리필터 - 플라이 투 더 스카이 - SG Wannabe - 문희준 | - 버즈 - 마야 - 플라워 - 은지원 - 백지영 - 유엔 |

| - 이민우 - god - 이재원 - 채연 - SG워너비 - 소방차 - 유니 | - Koyote - BoA - 천상지희 - KCM - 은지원 - 마야 - 신혜성 | - 쥬얼리 - Kangta - MC몽 - 버즈 - 배치기 - 모세 |

| - SS501 - Super Junior - 비 - SG Wannabe - Koyote - 쥬얼리 - 강타&바네스 | - 에픽하이 - 바다 - 임정희 - 마야 - 파란 - 아이비 | - 리플레이 - 먼데이키즈 - Lee Hyori - PSY - 2SHAI - KCM |

| - 동방신기 - Super Junior - Lee Hyori - 에픽하이 - SG Wannabe - 케이윌 | - 배치기 - MC 스나이퍼 - Younha - PSY - 파란 - 서인영 | - 아이비 - 원더걸스 - 이루 - Kara - 천상지희 |

| - 동방신기 - SS501 - Super Junior - Wonder Girls - 마이티마우스 - 추성훈 | - Girls' Generation - 에픽하이 - 쥬얼리 - MC몽 - 에이스타일 - 타이푼 | - 마야 - SHINee - 배치기 - 부가킹즈 - 피터 |

| - Super Junior - 2AM - Girls' Generation - SHINee - 쥬얼리 - 빅뱅 | - Kara - 4minute - 채연 - 휘성 - 김태우 - 2NE1 | - T-ara - MC몽 - f(x) - 박효신 - 2PM |

| - SS501 - 2PM - Super Junior - 애프터스쿨 - Girls' Generation - Wonder Girls - Kara | - 포커즈 - Lee Hyori - T-ara - Davichi - SHINee - 제국의 아이들 - 4minute | - f(x) - 엠블랙 - 비스트 - CNBLUE - Rainbow - U-KISS - 비 |

| - 2PM - F-VE Dolls - F.T. Island - f(x) - Miss A - Kim Tae-woo - TVXQ - Rainbow | - SHINee - Beast - Seo In-guk - Secret - Sistar - IU - After School - U-KISS | - Kara - Eru - G.NA - K.Will - T-ara - 4minute - Flower - Kim Soo-hyun |

| - Boyfriend - A Pink - EXO-K - Davichi - Teen Top - Secret - Ailee | - 4minute - 2AM - MBLAQ - Beast - Kara - B1A4 - Rania | - ZE:A - T-ara - Sistar - Girls' Generation-TTS - Infinite - 2PM - TVXQ |

| - ZE:A - Kara - T-ara N4 - 2AM - SHINee - VIXX - U-KISS - Rainbow | - Boyfriend - Beast - Girls' Generation - Secret - Sistar - 4minute - Girl's Day | - BtoB - EvoL - Infinite - Speed - B1A4 - EXO - Huh Gak |

| - Girls' Generation - EXO - Beast - 4minute - BtoB - A Pink - B1A4 - Girl's Day | - T-ara - Speed - VIXX - U-KISS - Rainbow - Block B - Dal Shabet - Bestie | - Xeno-T - F.CUZ - Infinite - Got7 - Boys Republic - Tiny-G - ZE:A - Say Yes | - M.pire - C-Clown - So Real - Lip Service - OFFROAD - N-Sonic - YB - Halo |

| - SHINee - EXO - 4minute - Infinite - Halo - Kara - Oh My Girl | - VIXX - B1A4 - Sistar - BtoB - Berry Good - Xeno-T - Secret | - T-ara - Got7 - Red Velvet - EXID - Sonamoo - BTS - Speed | - Boys Republic - Lovelyz - Nine Muses - Monsta X - CLC - 24k |

| - EXO - Lee Tae-min - Mamamoo - Nam Woo-hyun - Halo - GFriend - April - Oh My Girl - Jung Min-jo | - VIXX - B1A4 - NU'EST - BtoB - T-ara - Red Velvet - Seventeen - DIA - December | - B.I.G - Fiestar - Boys Republic - Lovelyz - CLC - 24k - NCT - Laboum - I.O.I | - Hong Jin-young - IMFACT - Wanna Be - Berry Good - Romeo - TAHITI - A.cian |

| - Turbo - Lee Tae-min - EXO - Red Velvet - NCT 127 - CLC - Brave Girls | - DIA - Sonamoo - Laboum - Astro - Seventeen - Romeo - Snuper | - Big Flo - B.I.G - VIXX - BtoB - Twice - NCT Dream - 24k | - Oh My Girl - April - MAP6 - Cosmic Girls - Pristin - Gugudan |

| - DIA - Laboum - Astro - B.A.P - Halo - Wanna One - NRG - DJ DOC - Baek Ji-young | - Red Velvet - NU'EST W - EXO-CBX - B.I.G - Monsta X - TRCNG - Weki Meki | - Ailee - Sunmi - CLC - Pristin - EXID - Gugudan - VIXX - BtoB |

| - Lee Tae-min - Lovelyz - Seventeen - Mamamoo - GFriend - TRCNG - DIA - Red Velvet - Unit T - Astro | - Halo - 24K - UNB - Fromis 9 - The Boyz - Dreamcatcher - Bigflo - Golden Child - MXM | - MYTEEN - IN2IT - IZ - RAINZ - Younha - Wheesung - Sha Sha - LIPBUBBLE - NCT |

## Galería

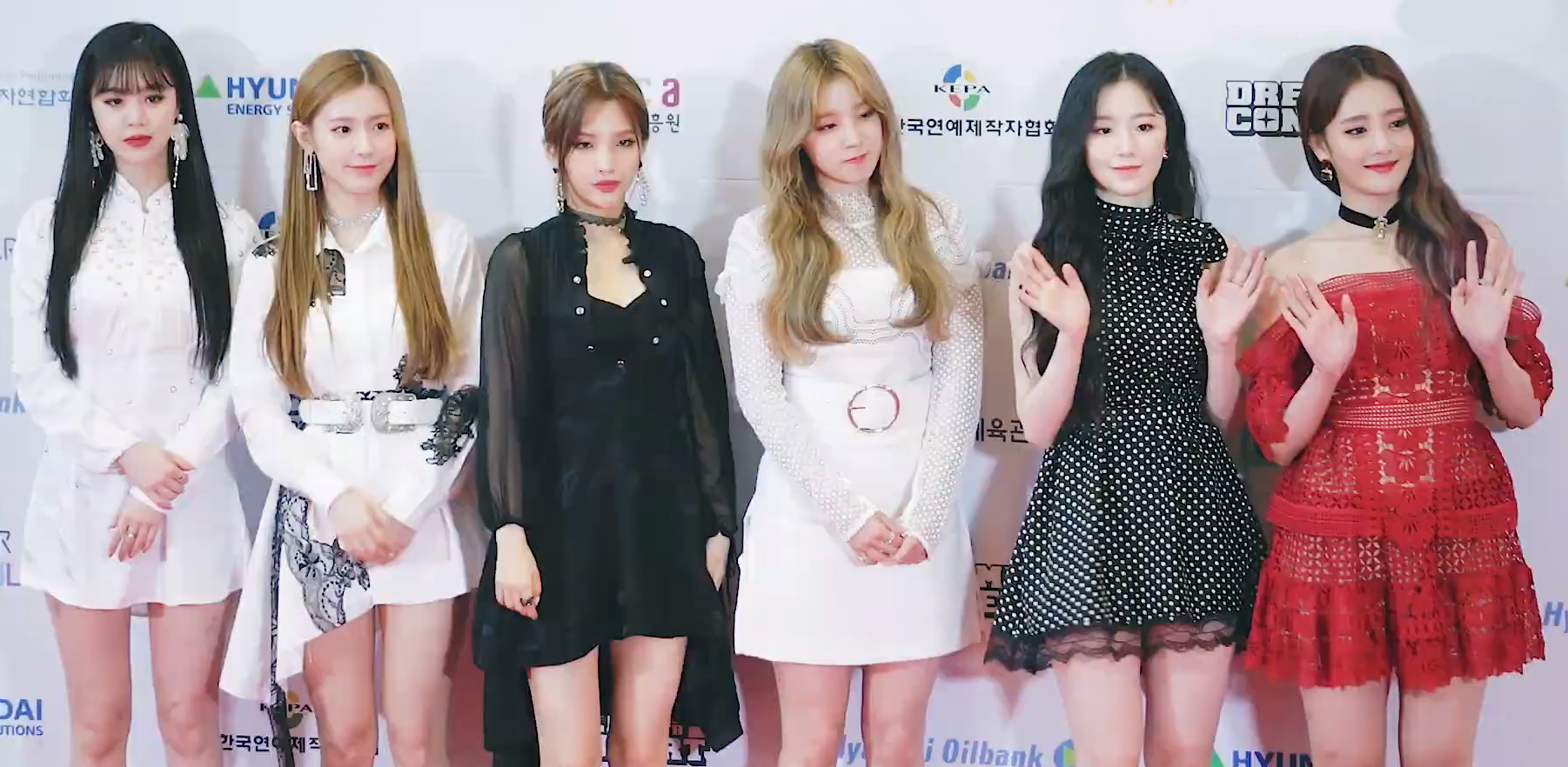
(G)I-DLE, el 18 de mayo de 2019.
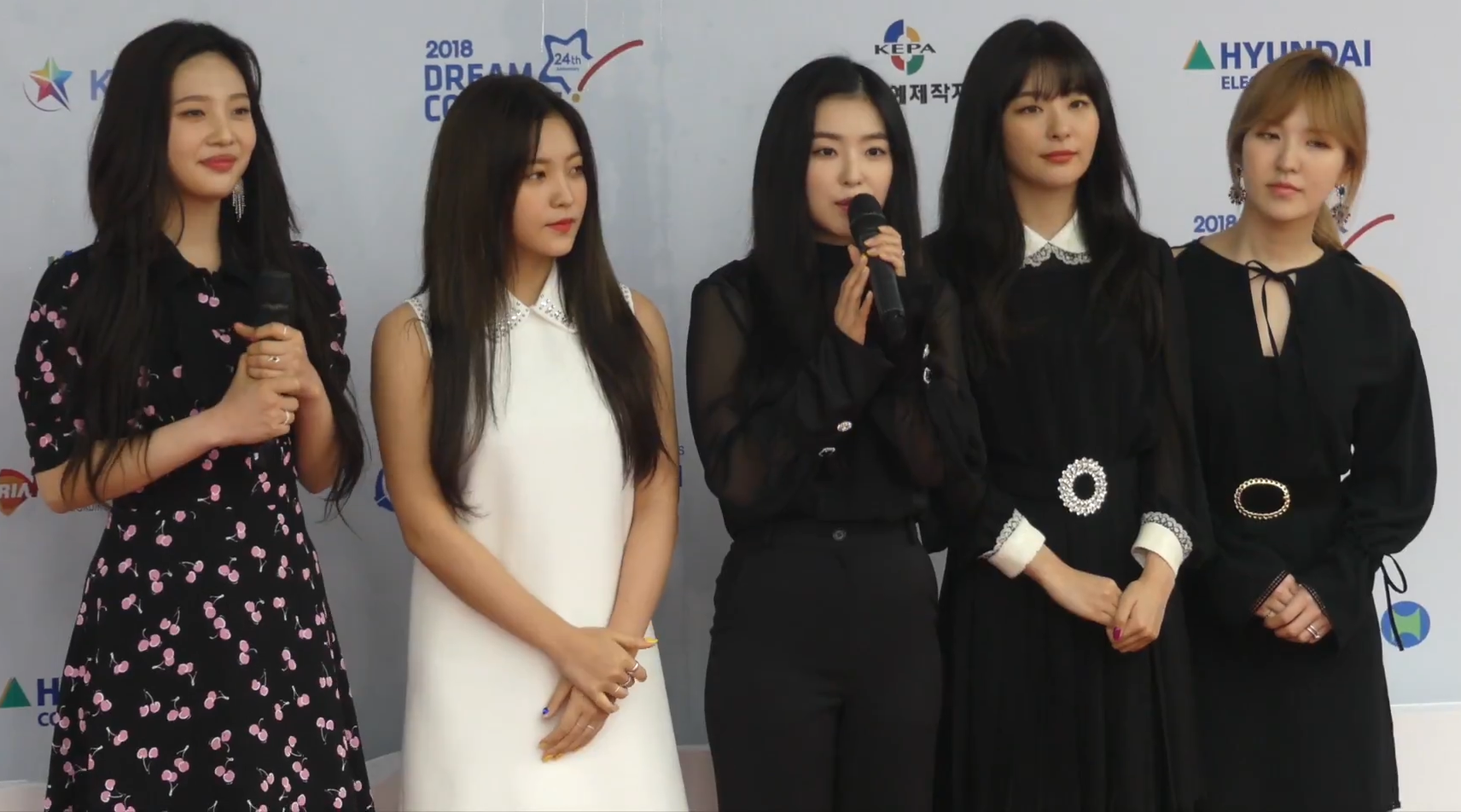
Red Velvet, el 12 de mayo de 2018.
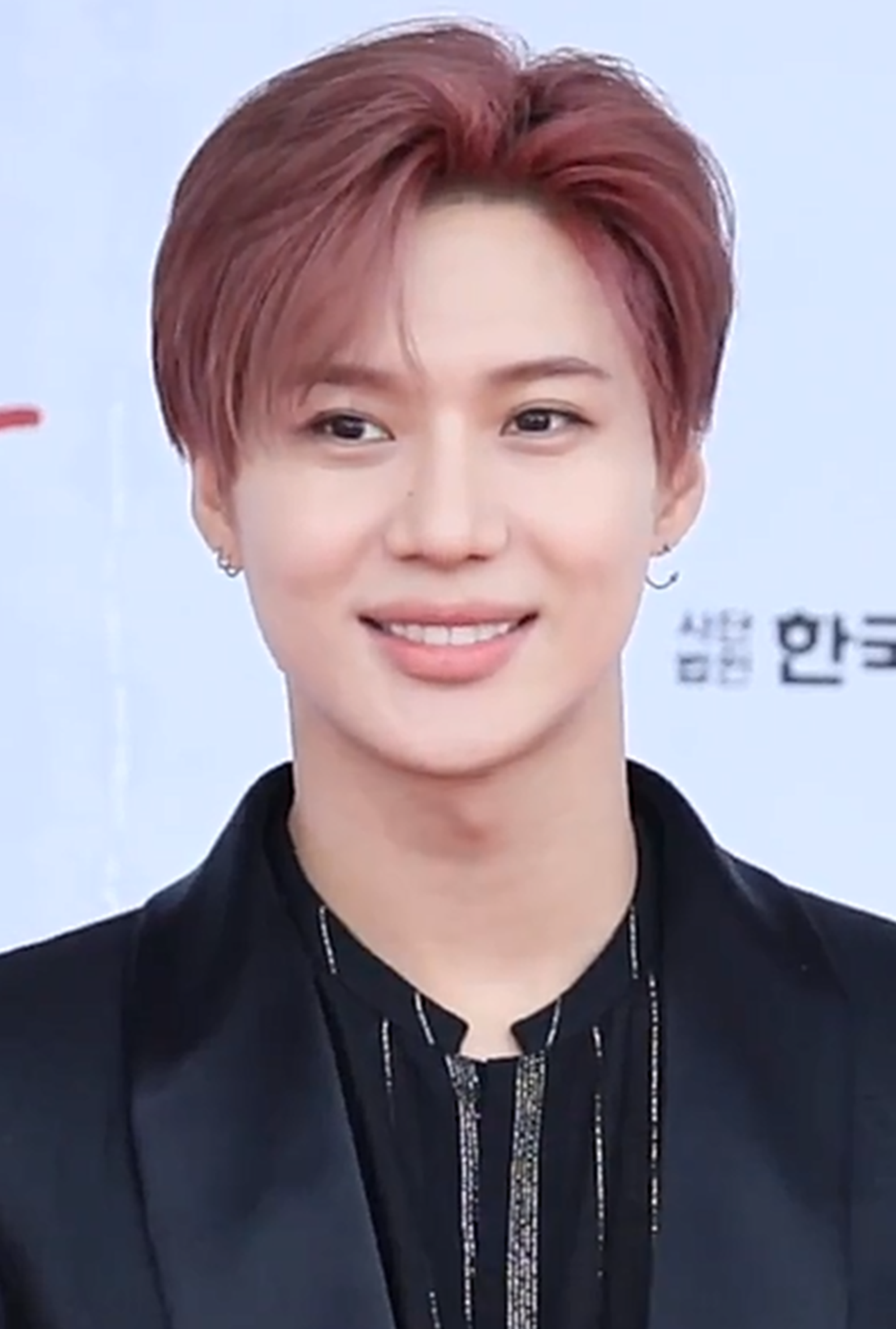
Lee Tae-min de SHINee, el 12 de mayo de 2018.
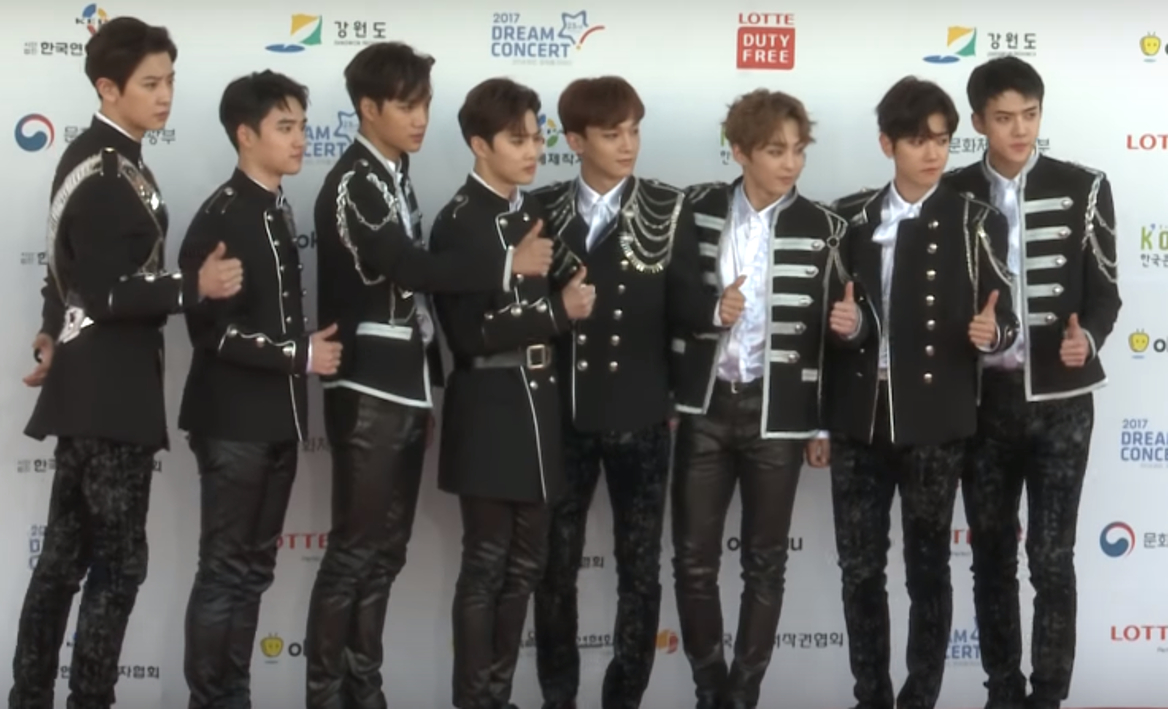
EXO, el 3 de junio de 2017.
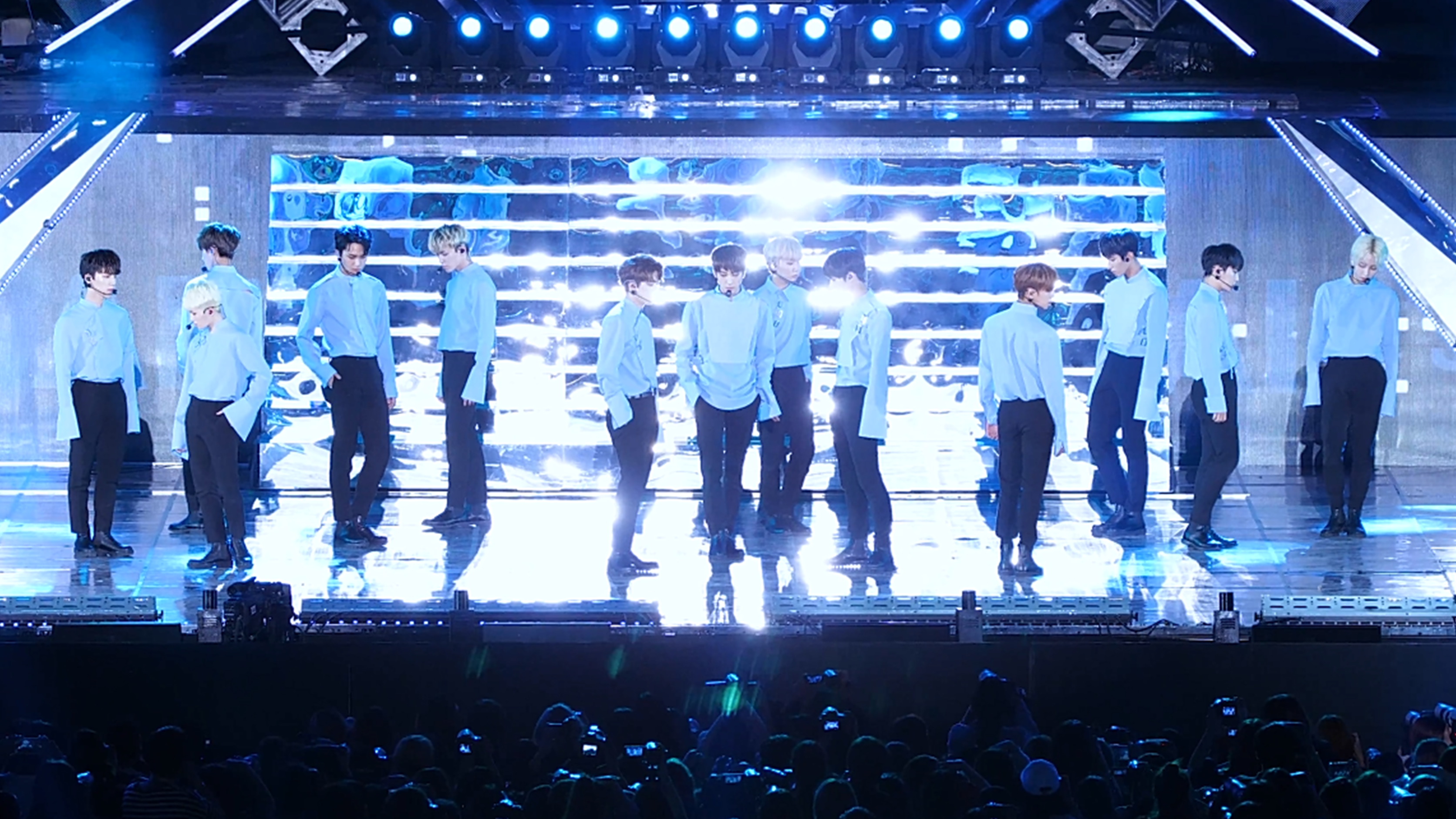
Seventeen, el 3 de junio de 2017.
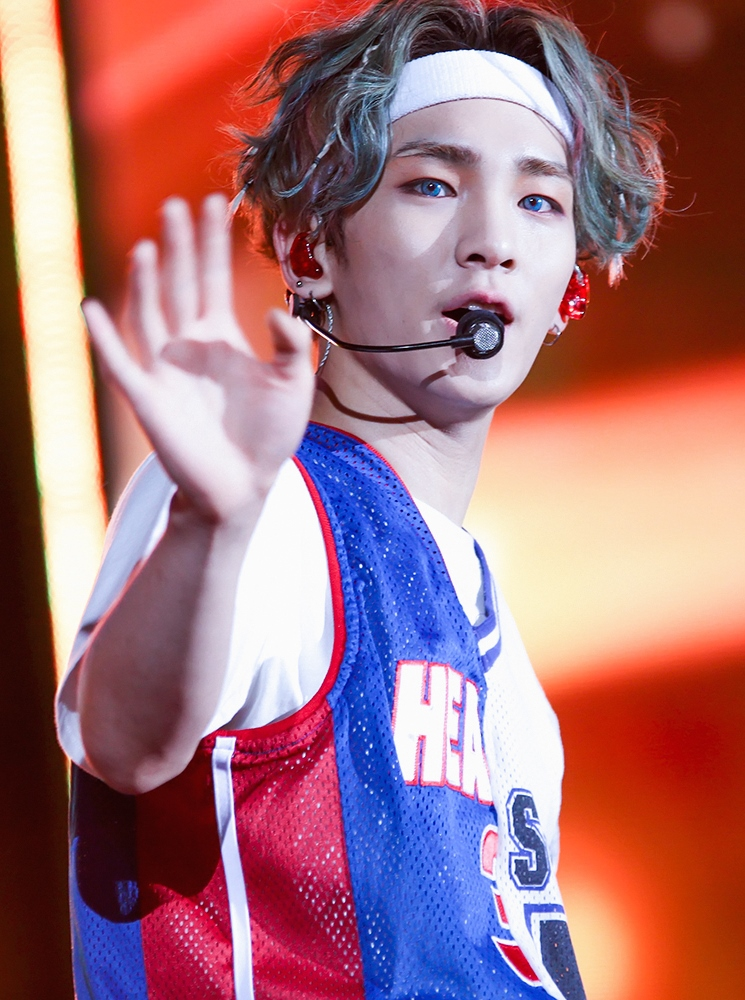
Key de SHINee, el 23 de mayo de 2015.
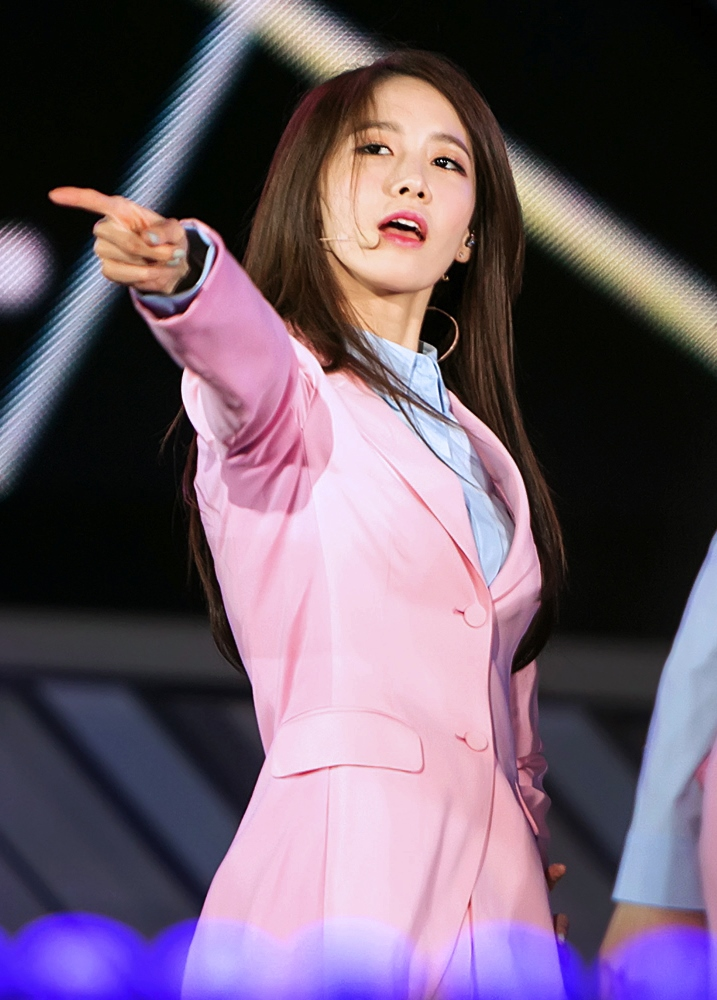
Yoona de Girls' Generation, el 7 de junio de 2014.
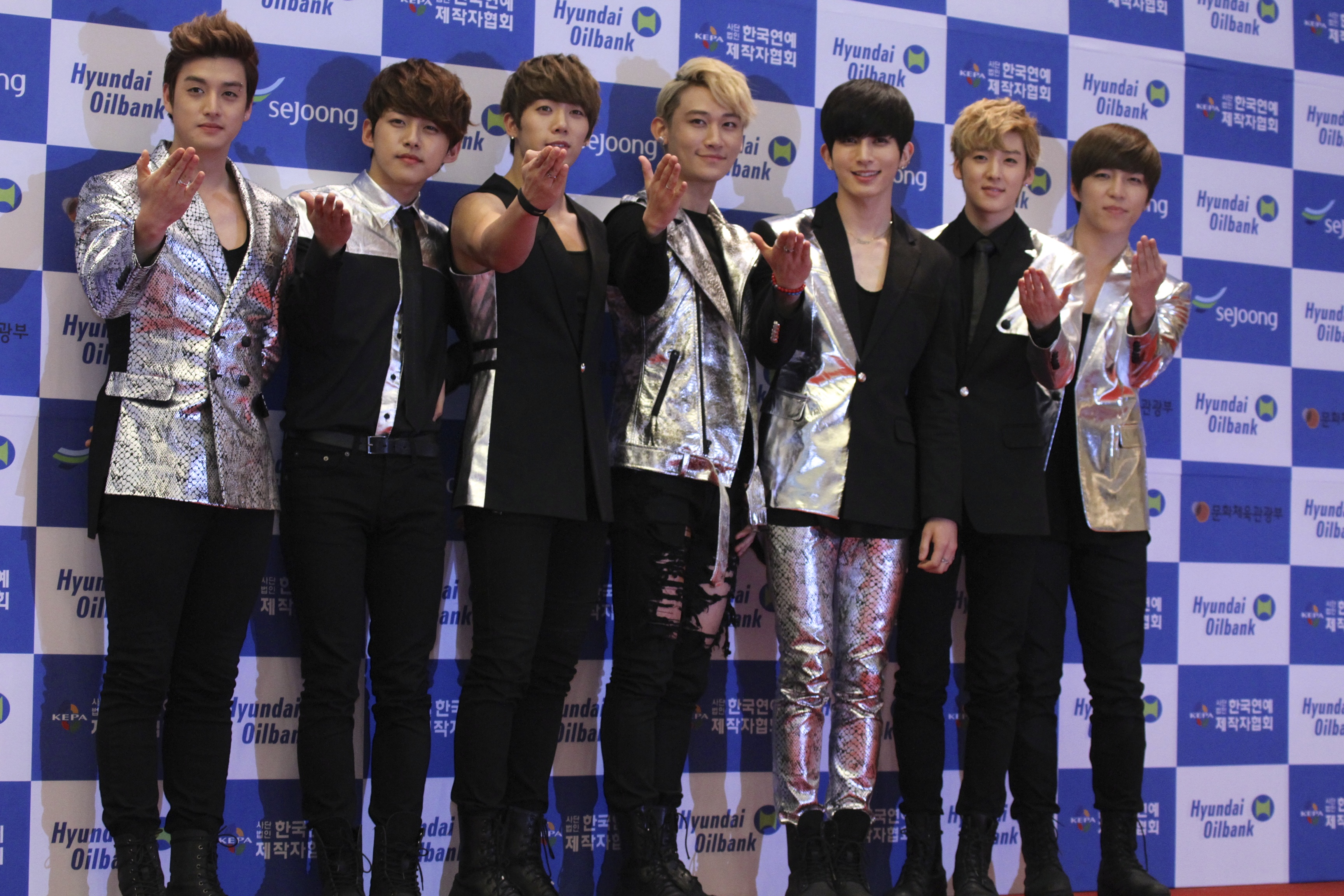
U-KISS, el 11 de mayo de 2013.
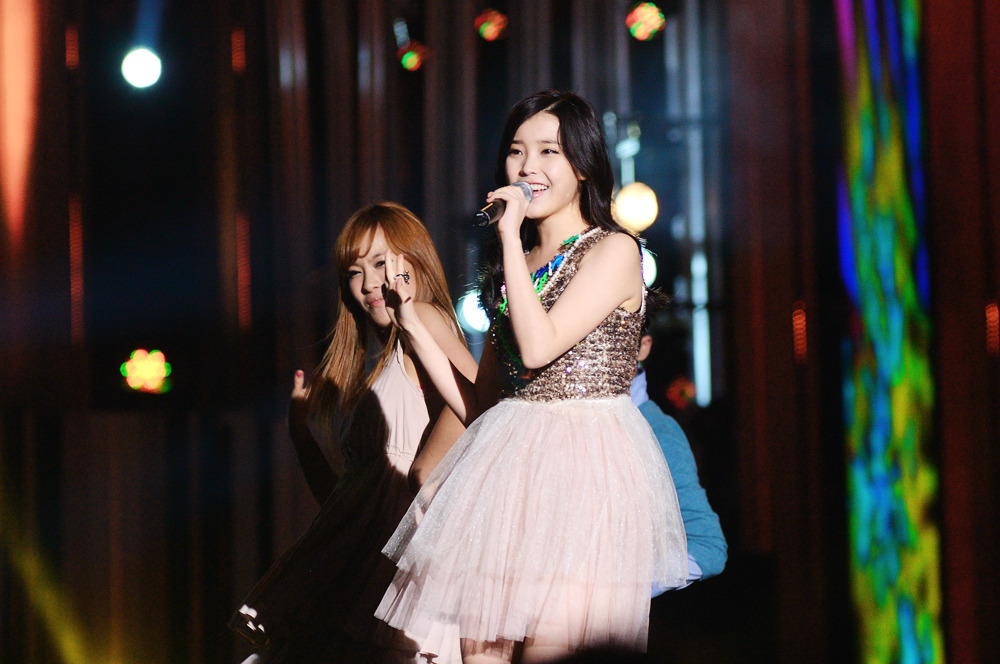
IU, el 3 de octubre de 2011.